# Haubica
Haubica je vrsta topničkog oružja za gađanje ciljeva koji se nalaze na otvorenom prostoru ili u zaklonu. Karakterizira je relativno kratka cijev, veliki kalibar (najčešće 100 - 220 mm), relativno malo eksplozivno punjenje, mala početna brzina projektila te oštra silazna putanja.
Prema klasifikaciji topničkog oružja u europskim vojskama 18., 19. i 20. stoljeća, haubica je obično smještena između topa (kojeg karakterizira duga cijev, velika punjenja, male čahure, velika brzina i relativno ravna putanja) i minobacača (koji ima mogućnost ispaljivanja projektila sa strmim uzlaznim i silaznim putanjama).
Primjeri haubice:
- G6 Rhino je samohodna top-haubica
- K9 Thunder
- Type 66